# Pandroseion

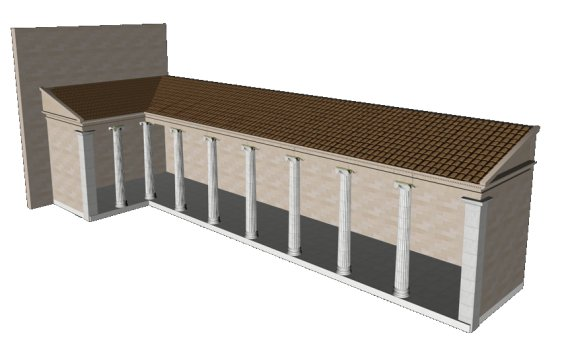
Rekonstruktion der Stoa des Pandroseion

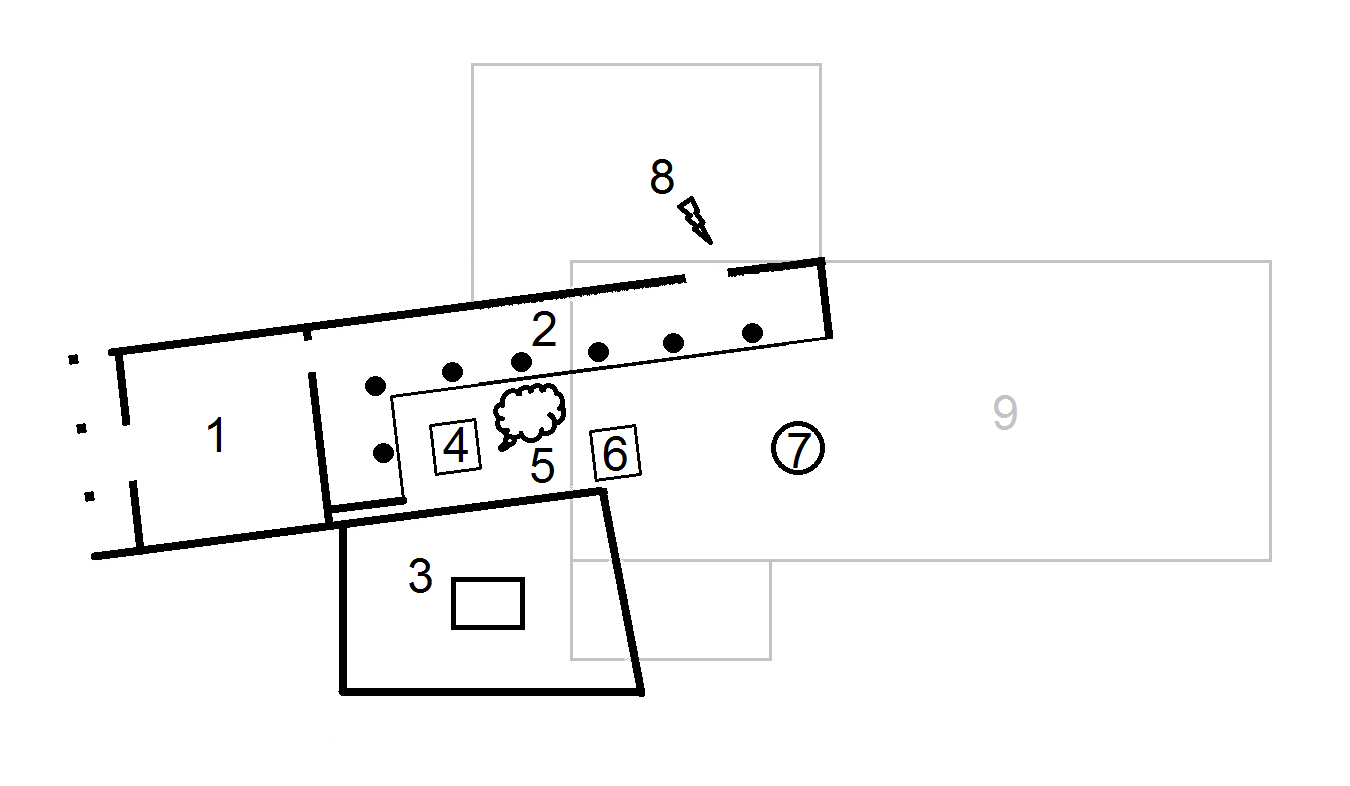
Plan des Pandroseion

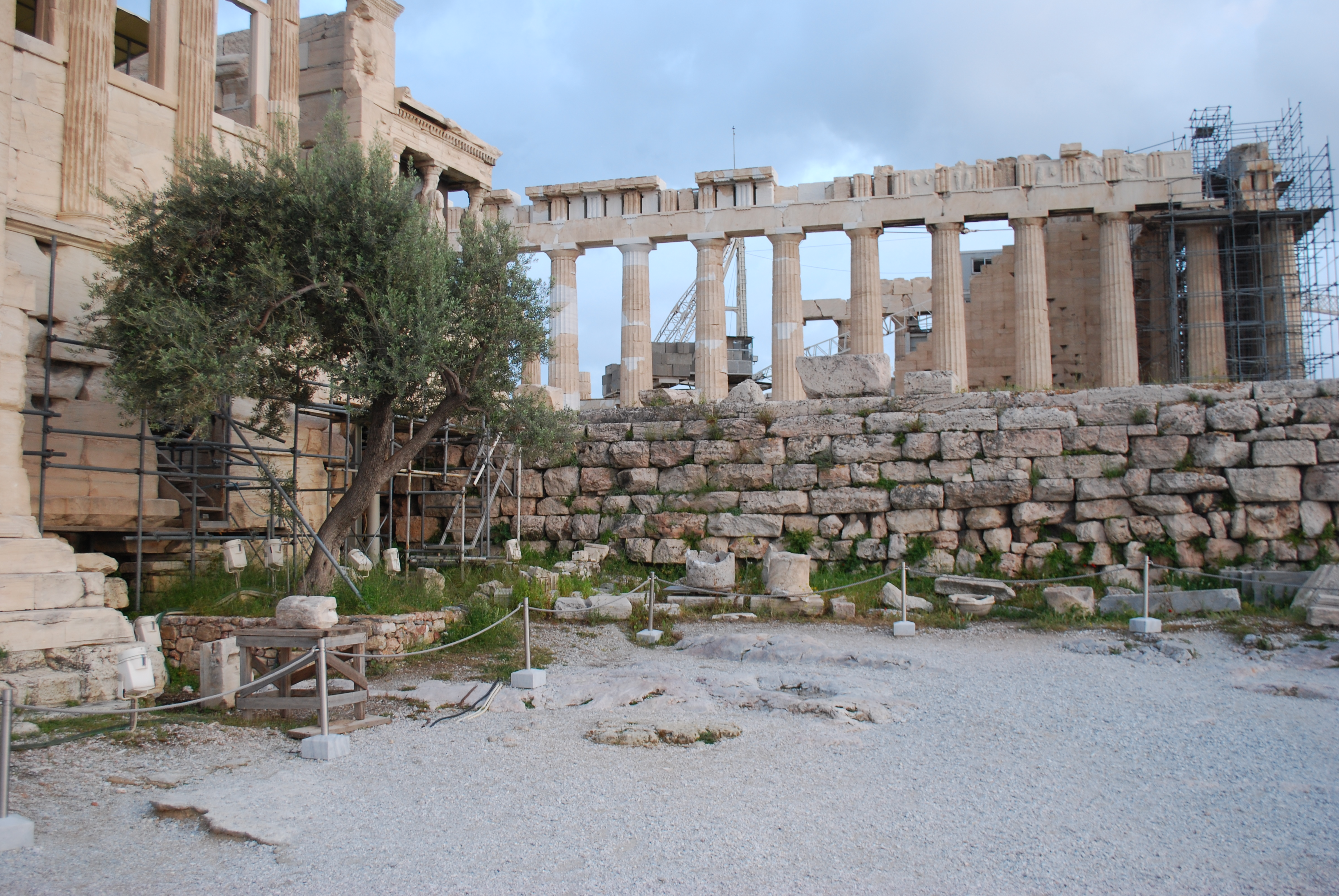
Olivenbaum im Temenos des Pandroseion

Das Pandroseion (altgriechisch Πανδρόσειον) war ein Tempel auf der Akropolis von Athen. Er war Pandrosos, der Tochter des Kekrops I., geweiht, die als erste Priesterin der Göttin Athene galt. Er stand auf der Nordseite des Akropolis-Plateaus – dem Schauplatz der wichtigsten attischen Mythen. In diesem Bereich fand man auch die ältesten baulichen Überreste aus mykenischer Zeit. Neben der Taugöttin Pandrosos (altgriechisch δρόσος, Tau) wurde hier mit Thallo (altgriechisch Θαλλώ, die Blütenbringerin) eine weitere Fruchtbarkeitsgöttin verehrt.

## Beschreibung
Im Westen des Temenos stand der eigentliche Tempel der Pandrosos. Es war ein etwa 6,50 m mal 6,50 m großes Gebäude, von dem heute fast nichts mehr erhalten ist. Durch eine rückwärtige Tür des Tempels gelangte man in eine etwa 16 m lange L-förmige Säulenhalle in Ionischer Ordnung, die den Innenhof des Heiligtums im Westen und Norden einschloss. Im südlichen Teil des Innenhofs lag das Grab des Kekrops I. Ursprünglich war es wahrscheinlich von einem Grabhügel bedeckt. Später wurde es durch eine trapezförmige Mauer eingefasst.
Im Innenhof gab es einen Altar für Zeus Herkeios (Hausbeschützer). Hier stand auch der heilige Olivenbaum, der an der Stelle wuchs, an der Athene ihren Speer in den Boden gerammt hatte. 480 v. Chr. bei der Zerstörung des Tempels durch die Perser wurde der Olivenbaum verbrannt. Doch schon einen Tag später soll er einen zwei Ellen langen Trieb hervorgebracht haben. Der Ölbaum wurde als Sinnbild für die Unbesiegbarkeit Athens interpretiert. Der Olivenbaum, der heute an dieser Stelle wächst, wurde von der griechischen Königin Sophie von Preußen dort um 1900 gepflanzt.
Die Lage der Mulde, in der sich das Salzwasser nach dem Stoß durch Poseidons Dreizack sammelte, konnte bisher nicht genau ermittelt werden. Sie wird auch Salzmeer des Poseidon, Salzmeer des Erechtheus oder Erechtheïs genannt. Im östlichen Teil des Temenos lag das Grab des Erechtheus. Dort sollen sich auch die heiligen Bergschlangen befunden haben. Der Innenhof wurde im Süden durch die Terrassenmauer des Alten Athena-Tempels begrenzt. Durch eine Tür in der nördlichen Rückwand der Säulenhalle gelangte man zu dem Fels mit dem Dreizackmal. Hier soll Poseidon den Dreizack in den Boden gestoßen haben. Nach einer anderen Überlieferung entstanden die Male im Felsen durch den Blitzschlag des Zeus, als er Erechtheus erschlug.
480 v. Chr. wurde der Tempel zerstört und bald wieder aufgebaut. Um 421 v. Chr. begann man mit dem Bau des Erechtheions. Der westliche Teil des Erechtheions wurde über dem östlichen Pandroseion errichtet. Der Temenos der Pandrosos wurde in den Neubau integriert und erschien nun eher als Teil des Erechtheions. Zu dieser Zeit wurde auch der Innenhof des Heiligtum gepflastert.